# Équipe de Syrie féminine de football
Cet article traite de l'équipe féminine. Pour l'équipe masculine, voir Équipe de Syrie de football.
Maillots
L'équipe de Syrie féminine de football est l'équipe nationale qui représente la Syrie dans les compétitions internationales de football féminin. Elle est gérée par la Fédération de Syrie de football.
La Syrie joue son premier match officiel le 23 septembre 2005 contre l'Iran, pour une défaite sur le score de 5 à 0.
Les Syriennes n'ont jamais participé à une phase finale de compétition majeure de football féminin, que ce soit la Coupe d'Asie, la Coupe du monde ou les Jeux olympiques.
Au niveau régional, le meilleur résultat des Syriennes en Championnat d'Asie de l'Ouest féminin de football est une troisième place obtenue en 2005 et en 2022.